# Skogn IL
Skogn Idrettslag, grundat 1906, är en idrottsförening från Skogn i Trøndelag i Norge. Föreningen har i dag aktiviteter inom alpin skidsport, längdskidåkning, fotboll, friidrott, handboll och cykelsport.

## Sektioner

### Fotboll
Skogn IL:s fotboll verkar nu mest vara inriktad mot flickfotboll och seniorlag verkar saknas i klubben.

### Handboll
Damlaget i Skogn IL tillhörde yppersta eliten i Norge mellan 1950 och 1980. De vann 6 Norgemästerskap  utomhus (=norska cupen) i rad 1958–1963. De blev också cupsegrare inomhus 1963, 1965, 1978, 1979 och 1980 och seriemästare 1979–1980 och 1980–1981. Idag har föreningen tappat all elitverksamhet i handboll och bedriver mest ungdomshandboll. Helle Thomsen spelade 1991–1992 för föreningen.

### Skidsport
Stafettlagen som representerade Skogn IL vann 3 x 10 km stafett i Norska Mästerskapet på skidor 2010 och 2011 och i lagsprint 2009. Sektionen sysslar också med backhoppning och nordisk kombination. Klubben främste längdåkare Eldar Rønning slutade 2016 efter att ha haft hälsoproblem med ett virus.

### Friidrott
Föreningen har verksamhet inriktad på långdistans- och terränglöpning och deltar i olika stafettlopp i Tröndelag som Sankt Olavloppet, Levangerstafettet och så vidare. Sankt Olavsloppet gick 2016 från Östersund i Jämtland till Trondheim i Norge.

### Cykel
Cykelsektionen är aktiv med ett färskt norsk mästerskap 2019. Amund Solli cyklade hem ett guld i Masters-NM landsväg sommaren 2019. Sektionen bedriver också BMX-träning.

### Kända medlemmar
- Eldar Rønning, trippel världsmästare i längdskidåkning, stafett 2007, 2009 och 2011.
- Johan Kjølstad, världsmästare i klassisk lagsprint 2009
- Marit Breivik, handbollsspelare i Skogn IL på 1970- och 1980-talen. Senare norsk landslagschef i handboll 1994–2009.